# Ius ad bellum
Ius ad bellum (latinsky právo na válku, právo válčit) je právní pojem označující právo státu zahájit válku. Ius ad bellum je jednou z částí válečného práva, spadajícího pod mezinárodní právo veřejné (spolu s ním stojí ius in bello, tedy pravidla vedení války). Moderní ius ad bellum je definováno například Chartou OSN.

## Rozdíl meziius ad bellumaius in bello
Jednou z hlavních funkcí každého právního řádu je umožnit soužití jeho subjektů v míru, neboli bez použití ozbrojené síly v jejich vzájemných vztazích. Mezinárodní právo obsahuje normy, které upravují použití ozbrojené síly a to ve dvou rovinách. První rovinu tvoří normy, které použití ozbrojené síly v mezinárodních vztazích principiálně zakazují a stanovují také výjimky z tohoto zákazu. Souhrn těchto pravidel se označuje ius ad bellum (právo na válku), nebo správněji ius contra bellum (právo proti válce), jelikož jejich účelem je zákaz války, nikoliv garance práva na válku. Druhou rovinu tvoří právo ozbrojených konfliktů (ius in bello, právo ve válce). Jedná se o pravidla, která regulují průběh ozbrojeného konfliktu – omezují válčící strany při volbě prostředků a způsobů vedení boje (právo haagské) a stanovují pravidla ochrany těch, kteří konfliktem trpí, tedy zajatci, nemocní a civilní obyvatelstvo (právo ženevské).

## Historický kontext
Ius ad bellum bylo až do první světové války považováno za přirozené právo státu a obsahovalo subjektivní oprávnění kdykoli sáhnout ke zbrani při vymáhání svých nároků vůči jinému státu, při řešení sporů s jiným státem a koneckonců i prosté vedení útočné války v rámci vedení zahraniční politiky.

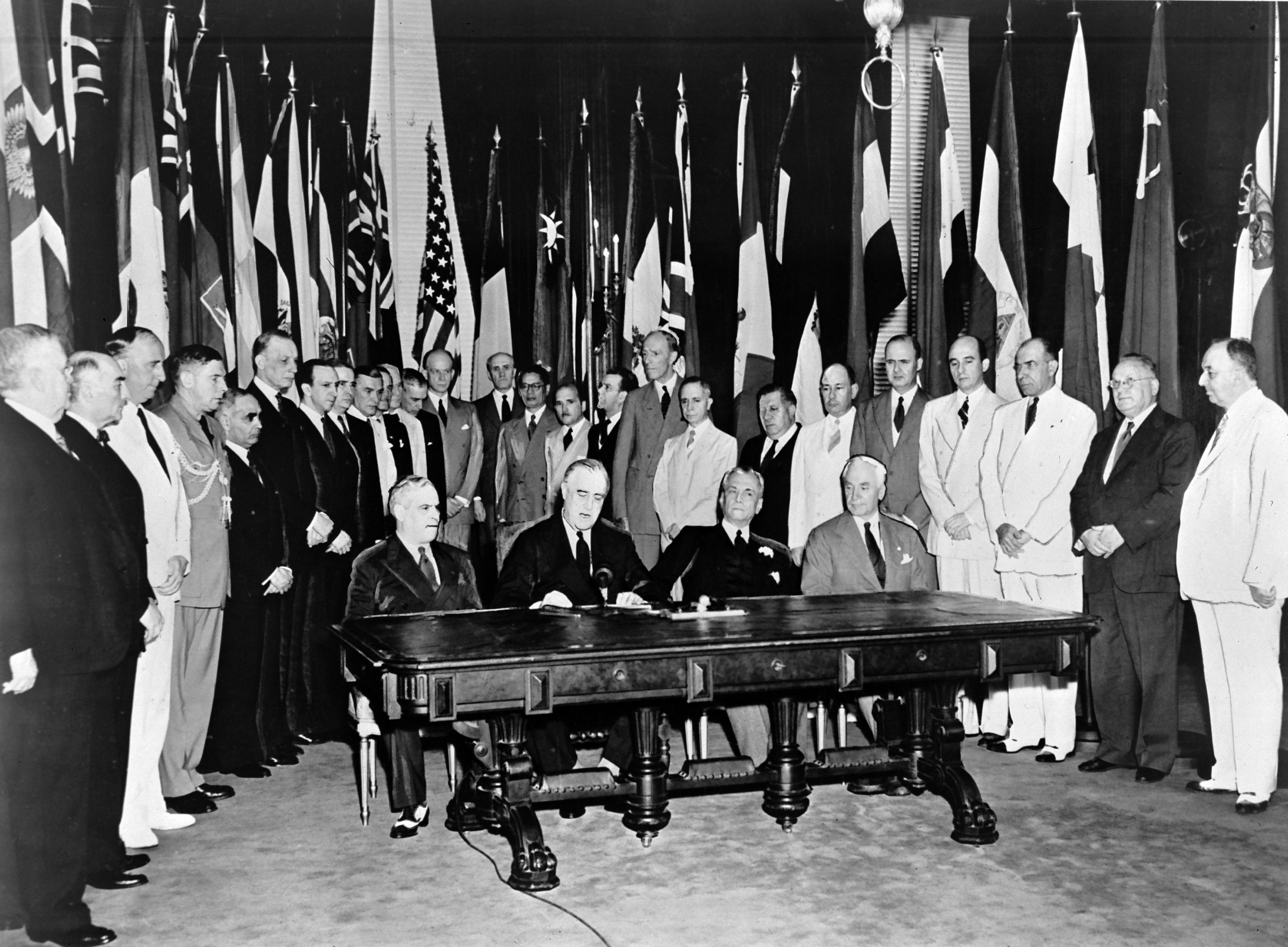
Podepisování deklarace OSN

Pojetí tohoto pojmu se však zásadně změnilo na začátku 20. století. Subjektivní právo státu využít války jako prostředku bylo od konce první světové války stále více omezováno (významným milníkem v tomto ohledu bylo zřízení Společnosti národů, první organizace kolektivní bezpečnosti univerzálního významu v dějinách), až bylo nakonec zakázáno v roce 1928 Briand-Kellogovým paktem. Tento dokument byl první mnohostrannou mezinárodní smlouvou, která zakazovala použití síly v řešení mezinárodních konfliktů, ovšem chyběla mu donucující ustanovení, a proto se tento de facto čistě formální mechanismus ukázal jako neúčinný vzhledem k průběhu druhé světové války v následujícím desetiletí.
Na koncepci, kterou nastínilo uvedení Briand-Kellogova paktu, posléze navázala i OSN. Již v článek 2 odstavec 4 Charty OSN bychom našli ustanovení zavazující státy k tomu, aby se vystříhaly ve svých mezinárodních stycích hrozby silou nebo použití síly jak proti územní celistvosti nebo politické nezávislosti kteréhokoli státu, tak jakýmkoli jiným způsobem neslučitelným s cíli Organizace spojených národů.
Takto došlo k omezení původního, poměrně širokého, subjektivního a přirozeného práva státu na válku až ke dnešnímu právu vést obrannou válku.

## Legitimita válečného konfliktu
Mezinárodní právo na základě Charty OSN v rámci válečného konfliktu rozlišuje dva odlišné pojmy:

### Útočná - agresivní válka
Jde o státní akt, který vede k porušení míru, ohrožení míru, nebo je útočným činem (agresí). Taková válka je mezinárodním právem zakázána a kvalifikována jako nejtěžší mezinárodní zločin. Za agresivní akt se podle Rezoluce 3314 (XXIX) přijaté 14. 12. 1974 Valným shromážděním OSN považuje kterýkoli následující čin, bez ohledu ke skutečnosti, byla-li vyhlášena válka:
a) invaze nebo útok ozbrojených sil jednoho státu na území druhého státu, vojenská okupace, byť i dočasná, která je důsledkem invaze nebo útoku ozbrojených sil, jakékoliv připojení území jiného státu nebo jeho části, při němž bylo použito síly;
b)     bombardování ozbrojenými silami jednoho státu území druhého státu, použití jakýchkoli zbraní jednoho státu proti území druhého státu;
c)     blokáda přístavů nebo pobřeží jednoho státu ozbrojenými silami druhého státu;
d)     útok ozbrojených sil jednoho státu na pozemní, námořní nebo letecké síly jiného státu;
e)     použití ozbrojených sil jednoho státu, které se nacházejí na území druhého státu s jeho souhlasem v případě, že nedodržely podmínky pobytu nebo délky jejich přítomnosti;
f)       jednání státu, který povolil druhému státu, aby použil jeho území ke spáchání agresivního činu proti třetímu státu;
g)     vyslání státem nebo jeho jménem ozbrojených skupin, band, nepravidelných ozbrojených sil nebo žoldnéřů, kteří používají sílu, proti jinému státu v takové míře, že se to rovná předchozím činům.
O tom, zda byla podstata takového skutku naplněna, rozhoduje Rada bezpečnosti OSN, podle čl 39. Charty OSN.
| „                    | "Rada bezpečnosti určí, zda došlo k ohrožení míru, porušení míru nebo útočnému činu, a doporučí nebo rozhodne, jaká opatření budou učiněna podle článku 41 a 42, aby byl udržen nebo obnoven mezinárodní mír a bezpečnost.", čl. 39. Charty OSN | “ |
| — Čl. 39. Charty OSN | |   |

### Obranná válka
Charta OSN v kapitole VII. (akce při ohrožení míru, porušení míru a činech útočných) upravuje tři případy, kdy je stát oprávněn, příp. povinen užít vojenské síly proti druhému státu a to:
a) účastní-li se ozbrojené akce proti útočníkovi na základě rozhodnutí Rady bezpečnosti OSN;
| „            | "Má-li Rada bezpečnosti za to, že by opatření podle článku 41 nedostačovala anebo že se ukázala nedostatečnými, může podniknout takové akce leteckými, námořními nebo pozemními silami, jaké považuje za nutné k udržení nebo obnovení mezinárodního míru a bezpečnosti. Takové akce mohou zahrnovat demonstrace, blokádu a jiné operace leteckými, námořními nebo pozemními silami členů Organizace spojených národů.", čl. 42 kapitoly VII Charty OSN | “ |
| — Charta OSN | |   |

b) účastní-li se vojenské akce proti útočníkovi v rámci regionální organizace, která k tomu byla Radou bezpečnosti zmocněna;
c) při výkonu práv individuální nebo kolektivní sebeobrany proti ozbrojenému útoku druhého státu podle čl. 51.
| „            | "Žádné ustanovení této Charty neomezuje, v případě ozbrojeného útoku na některého člena Organizace spojených národů, přirozené právo na individuální nebo kolektivní sebeobranu, dokud Rada bezpečnosti neučiní opatření k udržení mezinárodního míru a bezpečnosti. Opatření učiněná členy při výkonu tohoto práva sebeobrany oznámí se ihned Radě bezpečnosti; nedotýkají se nikterak pravomoci a odpovědnosti Rady bezpečnosti, pokud jde o to, aby kdykoli podle této Charty podnikla takovou akci, jakou považuje za nutnou k udržení nebo obnovení mezinárodního míru a bezpečnosti.", čl. 51 kapitoly VII Charty OSN | “ |
| — Charta OSN | |   |

## Mezinárodní orgány spojené s Ius ad bellum
K posuzováni o porušení výše zmíněných stanov a řešení sporů mezi státy byl zřízen roku 1945 na základě Charty OSN Mezinárodní soudní dvůr, jehož hlavním úkolem je řešit spory mezi státy a podávat posudky o právních otázkách na žádost oprávněných orgánů.

### Mezinárodní trestní soud
Mezinárodní trestní soud byl zřízen Římským statutem. Vešel v platnost dne 11. dubna 2002 a jeho účelem je stíhat osoby zodpovědné za zločin genocidy, zločiny proti lidskosti, válečné zločiny a od roku 2010 definovaný zločin agrese (agresivní války). Dle finálního výkladu, který byl na Kampalské konferenci v roce 2010 stanoven a který je zároveň ukotven v trestním zákoníku ČR (zákon č. 40/2009 Sb.) v hlavě XIII, díle 2 § 405a, je za pachatele považován ten, kdo:
| „                                                      | " v postavení, které mu umožňuje vykonávat kontrolu nad některým státem nebo řídit jeho politické anebo vojenské akce, v rozporu s ustanoveními mezinárodního práva plánuje, připravuje, zahájí nebo provede útočný čin, který spočívá v použití ozbrojené síly takovým státem proti svrchovanosti, územní celistvosti nebo politické nezávislosti jiného státu nebo v použití ozbrojené síly takovým státem jakýmkoli jiným způsobem neslučitelným s Chartou Organizace spojených národů a který svou povahou, závažností a rozsahem zakládá zjevné porušení Charty Organizace spojených národů, bude potrestán odnětím svobody na dvanáct až dvacet let nebo výjimečným trestem." | “ |
| — § 405a odst. 1 zákona č. 40/2009 Sb. trestní zákoník | |   |

Rada bezpečnosti OSN, v případě zahájení výkonu soudní moci z iniciativy prokurátora, může vyšetřování zastavit, pokud nabude dojmu, že vyšetřovaný čin parametry agrese nesplňuje. Soud aktivně disponuje touto jurisdikcí od 1. ledna 2017. 

## Ozbrojený konflikt
Počínaje Ženevskými úmluvami se v právním jazyce mezinárodních smluv nahrazuje původní pojem války (který byl používán v právní nauce již od jeho vymezení Grotiem), pojmem ozbrojený konflikt. Dále jsou vymezeny mezinárodní ozbrojené konflikty (tj. probíhající mezi dvěma a více státy) a ozbrojené konflikty, které mezinárodní ráz nemají. Takto se zamezilo stavům, kdy jedna strana argumentuje neaplikovatelností mezinárodního práva války z důvodu neexistence jejího formálního vyhlášení či neuznání protistrany za stranu války. K takové situaci došlo v prvním případě, který byl posuzován Mezinárodním trestním tribunálem pro bývalou Jugoslávii (ICTY).

### Případ Tadić
Duško Tadić, bosenský Srb, obžalovaný z několika porušení Ženevských úmluv, argumentoval neexistencí mezinárodního ozbrojeného konfliktu a tedy i nedostatkem věcné jurisdikce ICTY v jeho případě. V této situaci musel ICTY přistoupit k vymezení definice mezinárodního ozbrojeného konfliktu. Ozbrojený konflikt je ICTY chápán jako uchýlení se k ozbrojené síle mezi státy, nebo déletrvající ozbrojené násilí mezi vládní autoritou a organizovanými ozbrojenými skupinami či mezi takovými skupinami uvnitř jednoho státu. Tato definice není bezchybná, nicméně umožňuje jistou flexibilitu a zároveň zakotvuje důležitou zásadu, podle níž válečný konflikt existuje, aniž je formálně vyhlášen – a aniž jej jeho strany uznávají.

## Ius ad bellum v dnešní praxi
Mezinárodní praxe účinnost právní podstaty legitimity válečného konfliktu příliš nepotvrzuje. I po 2. světové válce a sepsání Charty OSN docházelo a dochází k desítkám konfliktů. Jednak mezi státy, mezi nesamostatnými územními a koloniálními mocnostmi, ale také uvnitř států, které mohly ohrozit nebo ohrozily mezinárodní mír i bezpečnost.
Ukázalo se, že v ozbrojených konfliktech není vždy snadné či právně možné určit, který právní subjekt je v pozici agresora a který je napadený. Příklad nalezneme v Arabsko-izraelském konfliktu, kdy dochází ke křížovému obviňování ze zakázané agrese a sebeobhajování ve smyslu země vykonávající své přirozené právo na sebeobranu. Rada bezpečnosti OSN, která je výlučně oprávněna závazně určit, zda došlo k agresi a kdo je jejím pachatelem, není schopna v podobných případech přijmout odpovídající rozhodnutí. Problémem je nejednotný postoj stálých členů, kdy někteří nebo jeden z nich považují za agresora stát A a stát B za bránící se, zatímco druhý člen nebo druzí členové vnímají konflikt v obrácených pólech. Taková situace znemožňuje přijímat návrhy ukotvené v Chartě OSN kapitoly VII, protože nebyla naplněna nezbytná podmínka jednomyslnosti stálých členů.
Nezbytná je tedy přítomnost ius in bello, práva ve válce, které stanovuje pravidla vedení válečného konfliktu. V případě, že tato ustanovení kterýkoli subjekt poruší, je takový akt považován za mezinárodní zločin.

### Konflikt na Ukrajině
Od druhé světové války se již nesetkáme s formálním vyhlášením válečného konfliktu, ale spíše se způsoby vedení války, které se snaží obejít tradiční definici mezinárodního humanitárního práva (dále MHP). Příkladem je hybridní válka užitá v bojích na východě Ukrajiny v letech 2014-2015. I v tomto konfliktu je však MHP v kontextu aplikovatelné, jelikož bylo dosaženo dostatečné intenzity i rozsahu (podle Human Rights Watch). Projevy hybridní války se snaží obejít úpravu ius in bello (např. současné použití vojenských a polovojenských jednotek s cílem demoralizace obyvatelstva, útoky pomocí malých částí pravidelné armády; výcvik a zásobení lokálních militantních skupin souběžně s útoky využívajícími pokročilých informačních technologií). I přesto, že byly naplňovány znaky utajené, tj. nevyhlášené války, a mělo se tak použít všech norem MHP, objevily se značné kontroverze, jaký režim použít.
Ruská federace, která byla z mnoha stran obviňována z vojenské přítomnosti své armády na území Ukrajiny, se všem obviněním bránila s poukazem na to, že všechny síly, bojující proti Ukrajinské vládě, jsou vzbouřenci. Žádný z incidentů okolo nákladních vozů s „humanitární pomocí“, ani překvapivý obrat v situaci, kdy již povstalecké síly byly téměř poraženy, a dokonce ani velmi kontroverzní sestřelení letu 17 společnosti Malaysian Airlines, však nevedly k přímému usvědčení Ruské federace z invaze na území Ukrajiny.
Použití síly v tzv. hybridní válce tedy spadal do „šedé zóny“ MHP, chyběla jakákoliv definice, která by takovou válku mezinárodněprávně identifikovala. Jinými slovy, hybridní válka byla v MHP tolerovatelná, nicméně testovala hranice momentální úpravy a odhalovala její nedostatky. Zatím (2017) nebyly podniknuty žádné kroky ze strany Rady bezpečnosti OSN, které by tuto situaci řešily, což jen poukazuje na nutnost tuto oblast MHP dále upravovat.
V rozporu s výše zmíněným čl.2 odst. 4 Charty OSN a dalšími rezolucemi VS OSN je však neoddiskutovatelně okupace Krymu ruskou armádou v březnu 2014. Žádné akce OSN však nevyústily v závazné důsledky, neboť Ruská federace jako stálý člen Rady bezpečnosti OSN, disponující právem veta, všechna taková opatření zablokovala.